# Erland Hedström
Erland Hedström, född 13 juni 1882 i Töreboda i dåvarande Björkängs församling, Skaraborgs län, död där 15 september 1961, var en svensk väg- och vattenbyggnadsingenjör. 
Efter avgångsexamen från Kungliga Tekniska högskolans avdelning för väg- och vattenbyggnadskonst 1904 anställdes Hedström av Stockholms stad 1905, blev distriktsingenjör vid byggnadskontorets gatuavdelning 1910, var förste ingenjör och chef för gatuavdelningen 1918–27. Han var senare konsulterande ingenjör och innehavare av sin fars bokhandel i Töreboda.
Hedström var styrelseledamot i Svenska Vägföreningen, Svenska väginstitutet 1924–27, Svenska kommunaltekniska föreningen 1925–27, Sveriges teknologiska vägkommitté 1923–27, ordförande i Stockholms stads befattningshavares samarbetsnämnd 1920–23, i Stockholms stadstjänstemannaförening 1919–21 och 1927–29, sekreterare i Stockholms trafikklubb och redaktör för dess årsbok "Trafiken" och Byggnadsvärldens vägbyggnadsnummer, ordförande i Svenska kommunaltekniska föreningens kommitté för enhetliga trafikskyltar, styrelseledamot och revisor i Svenska flaggans dag samt initiativtagare till "Rädda Skörden" 1942. 
Hedström författade Till kamp mot svälten (1918), Anordnande av gator och avloppsledningar i områden huvudsakligen avsedda för småbostäder (1921) samt flera skrifter i väg-, gatu-, avlopps- och trafikfrågor.